# アンヌ・ヴィアゼムスキー
アンヌ・ヴィアゼムスキー（Anne Wiazemsky、1947年5月14日 - 2017年10月5日）は、フランスの女優、小説家、映画監督。

## 来歴・人物
1947年5月14日、ドイツ・ベルリンで生まれる。母はクレール・モーリアック、弟はピエール・ヴィアゼムスキー。父はロシア革命直前にサンクトペテルブルクに生まれたルヴァショフ伯イワン・ヴィアゼムスキー公だったが、フランスに亡命しジャン・ヴィアゼムスキーを名乗る。アンヌとピエールの幼少期は、ローマ、モンテネグロ、ジュネーヴ、カラカスを転々としていた。
母方の祖父は作家のフランソワ・モーリアック。「ヌーヴェルヴァーグのゆりかご」と呼ばれる伝説的シネクラブ「オブジェクティフ49」設立メンバーの作家クロード・モーリアックは母方の伯父。
1964年、16歳のとき、ロベール・ブレッソンの映画『バルタザールどこへ行く』で女優としてデビュー。1967年、ジャン＝リュック・ゴダールの『中国女』に主演、同年7月22日ゴダールと結婚したが、1979年に離婚。実際には1972年のジガ・ヴェルトフ集団解消後のゴダールはアンヌ＝マリー・ミエヴィルと公私ともにパートナー化していた。
小説家や脚本家として数本の作品がある。邦訳に『愛の讃歌』、『少女』、『彼女のひたむきな12カ月』、『それからの彼女』がある。フランスでは著書を原作にしばしば映画化される人気作家である。テレビ映画では2004年以降に4本の監督作がある。

## 主なフィルモグラフィ
- 『バルタザールどこへ行く』 Au hasard Balthazar : 監督ロベール・ブレッソン、1966年
- 『中国女』 La Chinoise : 監督ジャン＝リュック・ゴダール、1967年
- 『ウイークエンド』 Week End : 監督ジャン＝リュック・ゴダール、1967年
- 『テオレマ』 Teorema : 監督ピエル・パオロ・パゾリーニ、1968年
- 『人間の種』 Il Seme dell'uomo : 監督マルコ・フェレーリ、1969年
- 『東風』 Vent d'est : 監督ジガ・ヴェルトフ集団、1969年
- 『ウラジミールとローザ』 Vladimir et Rosa : 監督ジガ・ヴェルトフ集団、1970年
- 『ラファエルあるいは道楽者』Raphaël ou le débauché : 監督ミシェル・ドヴィル、1970年
- 『イタリアにおける闘争』 Lotte in Italia : 監督ジガ・ヴェルトフ集団、1971年
- 『万事快調』 Tout va bien : 監督ジガ・ヴェルトフ集団、1972年
- 『アフリカからの帰還』Le retour d'Afrique : 監督アラン・タネール、1972年
- 『離愁』 Le Train : 監督ピエール＝グラニエ・ドフェール、1973年
- 『巨人たちの指紋』L'empreinte des géants : 監督ロベール・アンリコ、1979年
- 『秘密の子供』 L'Enfant secret : 監督フィリップ・ガレル、1982年
- 『ランデヴー』 Rendez-vous : 監督アンドレ・テシネ、1984年
- 『彼女は陽光の下で長い時間を過ごした』 Elle a passé tant d'heures sous les sunlights : 監督フィリップ・ガレル、1985年

## 主な著書
- Marimé, Gallimard 1991年8月29日 ISBN 2070724026
- Mon beau navire, Gallimard 1991年8月29日
- Album de famille, Editions du May 1992年1月1日 ISBN 2906450650
- Canines, Gallimard 1993年8月27日 ISBN 2070729257 - 高校生のゴンクール賞受賞
- Hymnes à l'amour, Gallimard 1996年3月5日 ISBN 2070743012 - Toutes ces belles promesses の題で映画化
  - 『愛の讃歌 ― 愛さえあれば』中井多津夫訳、日之出出版、1999年、ISBN 4891981059
- Tableaux de chats, Flammarion 2000年11月22日 ISBN 2080128329
- Une poignée de gens, Gallimard 2000年4月4日 ISBN 2070413152 - アカデミー・フランセーズ小説大賞受賞
- Aux quatre coins du monde, Feryane Livres 2001年1月1日 ISBN 2840114399
- Sept Garçons, Gallimard 2002年5月2日 ISBN 2070765873
- Les Visiteurs du soir, Desclée de Brouwer 2003年10月20日
- Je m'appelle Elisabeth, Editions Gallimard 2004年1月13日 ISBN 2070768937  -映画『ベティの小さな秘密』原作
- Jeune fille, Editions Gallimard 2007年1月11日 ISBN 2070774090 - ジャン・フルスティエ賞受賞
  - 『少女』國分俊宏訳、白水社、2010年。
- Mon enfant de Berlin, Gallimard, 2009.
- Une année studieuse, Gallimard, 2012.
  - 『彼女のひたむきな12カ月』原正人訳、DU BOOKS、2016年。
- Un an après, Gallimard, 2015 - ミシェル・アザナヴィシウス監督『グッバイ・ゴダール!』原作。
  - 『それからの彼女』原正人訳、DU BOOKS、2018年。
- Un saint homme, Gallimard, 2017.

## 関連文献
- 東京日仏学院で行なわれた講演会（聞き手：四方田犬彦、2010年11月17日）: